# Mijo Bzik
Mijo Bzik (Mučna Rijeka kraj Koprivnice, 13. rujna 1907. – Zagreb, 21. lipnja 1945.) bio je ustaški doglavnik, hrvatski novinar i publicist.
Jedan je od osnivača i suradnika Hrvatskog domobrana (1928.) Po izlasku iz tamnice 1933. iselio iz Hrvatske i pristupio ustašama u vježbovnom logoru Janka-puszta. Sudjelovao u organizaciji atentata na kralja Aleksandra I. Karađorđevića 1934. U izbjeglištvu u Italiji uređivao ustaška glasila Grič i Ustaša.
Vratio se u Hrvatsku zajedno s Pavelićem. Sudjelovao u osnivanju logora za istrebljenje Srba i Židova.
Kao poglavnikov pobočnik, obavljao poslove u svezi s novinstvom i promidžbom. U početku 1942. imenovan je povjerenikom za novinstvo pri Predsjedništvu Vlade NDH, s osobitim naglaskom na suradnji s talijanskim fašističkim atašeom za tisak u Zagrebu Bertonijem. U prvoj okružnici naredio je: "upozoravam hrvatsko novinstvo, da je dužno držati se u najvećoj ustaškoj stegi i bezuvjetno izvršavati sve odredbe i ravnati se po svim uputama ovoga povjereništva. Novinarski rad u Nezavisnoj Državi Hrvatskoj, kao i sav drugi rad, mora se temeljiti isključivo na radu, dužnosti i odgovornosti i to najveće ustaške odgovornosti(...)"; "svatko mora pisati ustaški i cijeli ton novina mora biti stopostotno ustaški i to u svakom pogledu, svugdje i svagda, ustaški do kraja"; "Riječ Srbin ima nestati, kad se radi o Vlasima u Hrvatskoj. Mora ju zamijeniti riječ komunist" itd.
Imao je čin ustaškog pukovnika. Po napuštanju Zagreba u svibnju 1945. zarobila ga je Jugoslavenska armija, a Vojni sud u Zagrebu osudio ga je jer je, prema presudi, "[...] sudjelovao u organizaciji i izradi plana ubijanja 'radi odmazde' i kao jedan od 'rasova' organizirao, naređivao i sam izvršavao surove zločine nad narodom". Izrečena mu je smrtna kazna vješanjem, koja je izvršena dan kasnije.

## Djela
Promicao je ideje ustaške organizacije te istraživao i pisao povijest ustaštva. 
- Ustaška borba (1942.)
- Ustaška pobjeda (1942.)
- Ustaška misao (1943.)
- Ustaški pogledi (1944.)

Uredio je, komentarima popratio i objelodanio govore Ante Pavelića Putem hrvatskog državnog prava (1942.).